# Consejo Interprovincial de Santander, Palencia y Burgos

Escudo del Consejo Interprovincial de Santander, Palencia y Burgos

El Consejo Interprovincial de Santander, Palencia y Burgos fue un órgano de gobierno constituido el 8 de febrero de 1937 y cuyo ámbito de actuación comprendía el territorio de Cantabria, entonces constituida como provincia de Santander, y algunos municipios en el norte de las provincias de Palencia y Burgos bajo control republicano durante la guerra civil. El Consejo quedó disuelto de hecho en agosto de 1937 tras la ocupación por las tropas franquistas del territorio bajo su competencia.

## Creación del Consejo Interprovincial

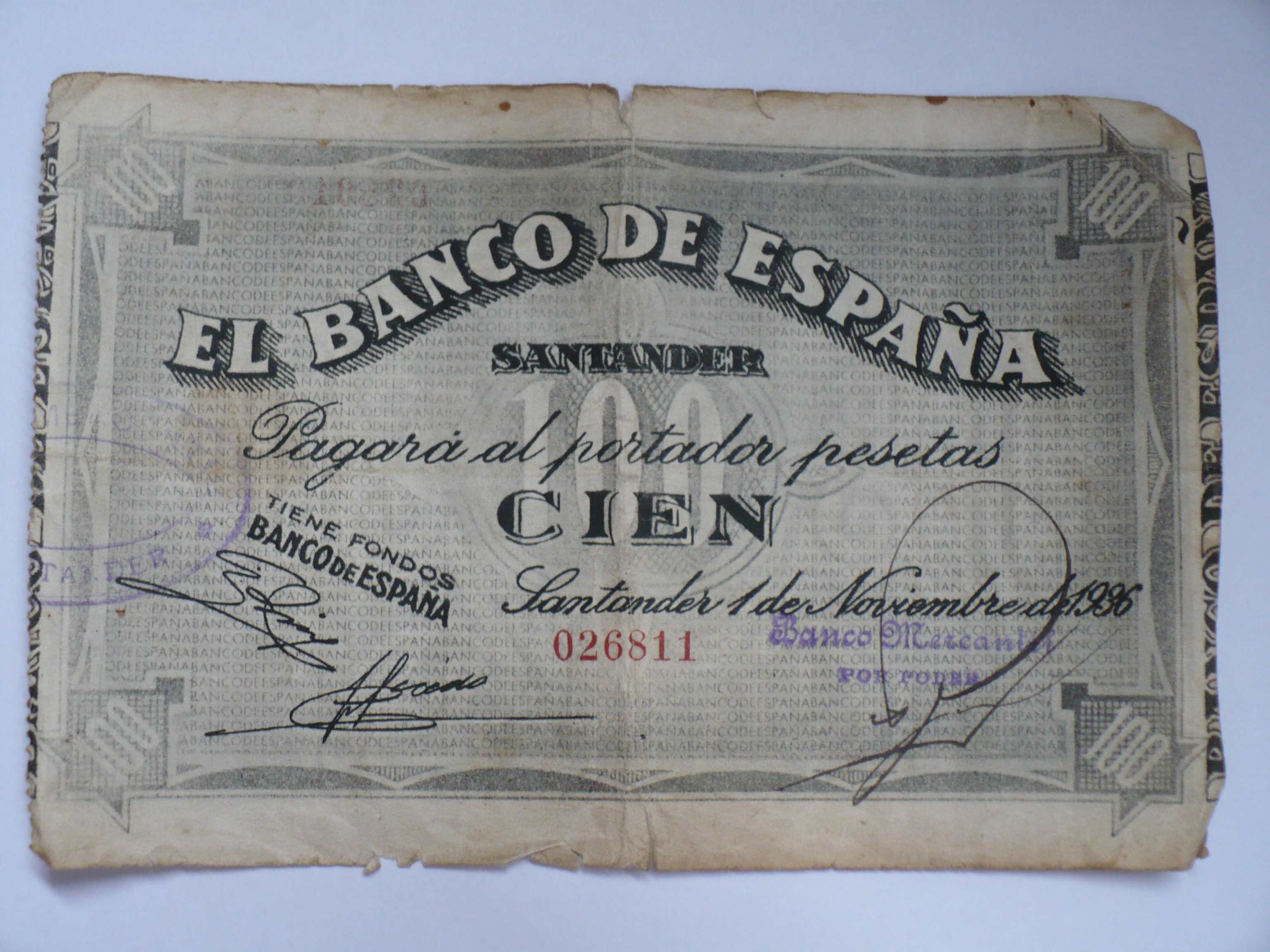
Previo a la constitución del Consejo Interprovincial, el Banco de España en Santander emitió billetes de diferentes denominaciones; posteriormente el Consejo acuñó monedas de una peseta y cincuenta céntimos.

Con el estallido de la guerra en julio de 1936, el territorio de Cantabria y parte del norte de las provincias de Palencia y Burgos quedó bajo control republicano, con las vecinas Asturias y Vizcaya también fieles al Gobierno, mientras que la mayor parte de Castilla quedaba bajo control de los rebeldes. El día 27 de julio se formó un Comité de Guerra para dirigir el esfuerzo bélico, mientras la Junta de Defensa de Santander fue la encargada de dirigir el gobierno regional.
El 23 de diciembre, el Gobierno de la República decidió la creación de tres consejos interprovinciales para sustituir a las juntas de defensa: estos nuevos consejos serían el de Asturias y León, el de Santander, Palencia y Burgos, y el de Aragón.
Siguiendo esta orden del Gobierno central, el Consejo Interprovincial de Santander, Palencia y Burgos se constituyó como tal el 8 de febrero de 1937.
El Gobierno de la República delegó en el Consejo todas las funciones salvo las de orden público, censura de prensa y radio, así como la de reuniones y manifestaciones públicas. Entre otras funciones, el Consejo se ocupó de la asistencia a los refugiados de las provincias vecinas (al principio Burgos, León y Palencia, a las que se añadiría Vizcaya según avanzaba la guerra), la evacuación de niños y refugiados, el aprovisionamiento de alimentos y armas, o la acuñación de moneda (se llegaron a acuñar monedas de una peseta y de cincuenta céntimos).

## Composición del Consejo Interprovincial
Siguiendo las directrices del Gobierno de la República que determinaba que el número de consejeros fuera el doble que el de los diputados provinciales, el Consejo Interprovincial  estuvo formado por catorce miembros, dos de ellos del PSOE, dos de FOM-UGT, dos de Izquierda Republicana, dos de la CNT, dos del PCE, uno de las JSU, uno del Partido Republicano Federal, uno de Unión Republicana y uno de la FAI.
Esta composición daba como resultado cinco miembros socialistas, cuatro republicanos, tres anarquistas y dos comunistas, de los que cuatro pertenecían a los sindicatos obreros.
El 10 de febrero de 1937 se publicó en el Boletín Oficial de la Provincia el reparto de carteras del Consejo:
- Consejero de Agricultura: Ángel Escobio Andraca (PCE)
- Consejero de Asistencia Social: Antonio Lavín Gautier (Izquierda Republicana)
- Consejero de Crédito Popular: Vicente del Solar Romero (CNT)
- Consejero de Cultura: Ramón Ruiz Rebollo (Izquierda Republicana)
- Consejero de Exterior: Manuel Ramos Helguera (Partido Republicano Federal)
- Consejero de Ganadería: Mariano Juez Sánchez (PCE)
- Consejero de Hacienda: Domingo José Samperio Jáuregui (Unión Republicana)
- Consejero de Interior: Feliciano Lanza (PSOE)
- Consejero de Obras Públicas: Antonio Vayas Gutiérrez (FOM-UGT)
- Consejero de Propaganda: Teodoro Quijano Arbizu (FAI)
- Consejero de Sanidad e Higiene: Timoteo Chapero Fernández (CNT)
- Consejero Secretario: Julio Sollet (JSU), relevado el 18 de febrero por Luis Doalto (JSU)
- Consejero de Transportes: José Martín del Castillo (PSOE)

Como presidente del Consejo Interprovincial fue nombrado Juan Ruiz Olazarán (PSOE), tal y como le correspondía al ser el gobernador civil de la provincia, mientras que Alfonso Orallo Pérez (FOM-UGT) fue nombrado vicepresidente primero y Vicente del Solar Romero fue nombrado vicepresidente segundo.

## Final del Consejo
El final del Consejo Interprovincial llega con los reveses militares de las fuerzas republicanas en el verano de 1937. Los últimos acuerdos tomados en esos días corresponden a la petición de armas para la defensa de la región y alimentos con los que paliar la situación de la población, agravada por la llegada de refugiados de las zonas ocupadas por las tropas franquistas.
Con la caída de la ciudad de Santander el 26 de agosto de 1937 y la evacuación de parte de las autoridades en dirección a Asturias en las horas anteriores, el Consejo quedó disuelto.